# Jérémy Mathieu
Jérémy Mathieu (ur. 29 października 1983 w Luxeuil-les-Bains) – francuski piłkarz który występował na pozycji obrońcy lub pomocnika. Pięciokrotny reprezentant Francji. 
Występował w takich klubach jak FC Barcelona, Valencia czy Toulouse FC.

## Kariera klubowa
Jérémy Mathieu zawodową karierę rozpoczynał w 2002 roku w FC Sochaux.
W pierwszym sezonie występów na Stade Auguste Bonal rozegrał 23 ligowe pojedynki i razem z drużyną wywalczył piąte miejsce w Ligue 1. Zadebiutował 3 sierpnia w zremisowanym 0:0 meczu z CS Sedan. W następnym sezonie zadebiutował w rozgrywkach Pucharu UEFA. W rozgrywkach 2003/2004 "Les Lionceaux" ponownie zajęli piątą lokatę, a Jérémy wystąpił w 34 meczach.
Latem 2005 roku Mathieu podpisał kontrakt z Toulouse FC, gdzie od razu wywalczył miejsce w pierwszym składzie. Z francuskim zespołem zajął dopiero szesnaste miejsce w ekstraklasie, jednak w kolejnych rozgrywkach uplasował się na trzeciej pozycji i zapewnił sobie udział w kwalifikacjach do Ligi Mistrzów. W eliminacjach przeciwnikiem Tuluzy okazał się Liverpool, który w dwumeczu zwyciężył 5:0 i wyeliminowali francuski klub z rozgrywek. 31 stycznia 2009 roku Mathieu zanotował swój setny ligowy występ w barwach zespołu z Tuluzy, a ten zremisował na wyjeździe ze Stade Rennais 0:0. W sezonie 2008/2009 w linii obrony grał najczęściej u boku Mohameda Fofany, Daniela Congrégo i Maura Cetto.
13 czerwca 2009 roku został piłkarzem Valencii. W Primera División zadebiutował 20 września w zremisowanym 2:2 meczu ze Sportingiem Gijón. 23 lipca 2014 roku przeszedł z Valencii do FC Barcelony. Francuz kosztował Dumę Katalonii 20 mln euro. 15 stycznia 2015 roku zdobył pierwszą bramkę przeciwko Elche CF. 22 marca strzelił gola na 1-0 przeciwko Realowi Madryt. Barca wygrała 2-1.
24 czerwca 2020 doznał kontuzji lewego kolana i zdecydował się zakończyć profesjonalną karierę.
1 lipca 2021 wrócił do piłki, do amatorskiej francuskiej drużyny Luynes Sports. 23 października 2023 definitywnie zakończył karierę. 

## Kariera reprezentacyjna
Mathieu został powołany do seniorskiej reprezentacji Francji na towarzyski mecz przeciwko Słowacji, który odbył się w sierpniu 2007 roku. W spotkaniu tym Jérémy jednak nie wystąpił i ostatecznie nie zadebiutował w drużynie narodowej. W tym samym roku zanotował 1 występ dla rezerw reprezentacji. Wcześniej był członkiem kadry do lat 21. Uzyskał z nią awans do Mistrzostw Europy 2006, jednak nie został powołany do kadry na turniej finałowy.
11 listopada 2011 zadebiutował w reprezentacji w wygranym 1:0 towarzyskim meczu ze Stanami Zjednoczonymi.
1 października 2016 zakończył reprezentacyjną karierę.

## Sukcesy

### FC Barcelona
- Liga Mistrzów: 2014/15
- Mistrz Hiszpanii: 2014/15, 2015/16
- Puchar Hiszpanii: 2014/15, 2015/16, 2016/17
- Superpuchar Hiszpanii: 2016/17
- Superpuchar UEFA: 2015/16
- Klubowe mistrzostwa świata w piłce nożnej: 2015/16
- Uczestnik Ligi Mistrzów: 2014/15, 2015/16, 2016/17

### Sochaux-Montbéliard
- Puchar Ligi Francuskiej: 2003/04

### Sporting CP
- Puchar Portugalii: 2018/2019
- Puchar Ligi Portugalskiej: 2017/2018, 2018/2019
- Uczestnik Ligi Mistrzów: 2018/19
- Uczestnik Ligi Europejskiej: 2017/2018, 2018/19, 2019/20[4]